# Liste des mammifères en Espagne
Pour des articles plus généraux, voir Liste des mammifères en Europe et Faune en Espagne.

Carte topographique de l'Espagne.

Localisation de l'Espagne en Europe.

Cette liste commentée recense la mammalofaune en Espagne. Elle répertorie les espèces de mammifères espagnols actuels et celles qui ont été récemment classifiées comme éteintes (à partir de l'Holocène, depuis donc 11 700 ans av. J.‑C.). Comme ici n'est référencé que l'Espagne « européenne » (Espagne péninsulaire et îles Baléares), cette liste ne comptabilise pas les animaux présents dans Ceuta, Melilla et les plazas de soberanía, qui sont des régions situées en Afrique du Nord, ni des îles Canaries, qui sont en Macaronésie.
Elle comporte 155 espèces réparties en dix ordres et 36 familles, dont deux sont « en danger critique d'extinction », neuf sont « en danger », treize sont « vulnérables », onze sont « quasi menacées » et treize ont des « données insuffisantes » pour être classéeds (selon les critères de la liste rouge de l'UICN au niveau mondial).
Cette liste contient au moins quatorze espèces introduites sur ce territoire, qui sont plus ou moins bien acclimatées. Il peut contenir aussi des animaux non reconnus par la liste rouge de l'UICN (huit mammifères ici) et ils sont classés en « non évalué » : cela étant dû notamment au manque de données, à des espèces domestiques, disparues ou éteintes avant le XVIe siècle. Il existe en Espagne cinq espèces de mammifères endémiques (une actuelle et quatre éteintes), notamment aux îles Baléares. Comme sous-espèces endémiques, il y a par exemple Lepus granatensis solisi et Capra pyrenaica hispanica (en).

## Statuts de la liste rouge de l'UICN
Les statuts de conservation utilisés par la liste rouge de l'UICN mondiale sont :
| (EX) | Éteint                  | Il n'y a pas le moindre doute sur le fait que le dernier spécimen recensé est mort.                                                                   |
| (EW) | Éteint à l'état sauvage | L'espèce est connue uniquement en captivité ou en tant que population naturalisée bien en dehors de son ancienne aire de répartition.                 |
| (CR) | En danger critique      | L'espèce risque prochainement de s'éteindre à l'état sauvage.                                                                                         |
| (EN) | En danger               | L'espèce fait face à un très gros risque d'extinction à l'état sauvage.                                                                               |
| (VU) | Vulnérable              | L'espèce fait face à un gros risque d'extinction à l'état sauvage.                                                                                    |
| (NT) | Quasi menacé            | L'espèce ne satisfait pas un ou plusieurs des critères prévus qui permettraient de la catégoriser, mais pourrait risquer de s'éteindre dans le futur. |
| (LC) | Préoccupation mineure   | Il n'y a pas de risque identifiable pour l'espèce. |
| (DD) | Données insuffisantes   | Il n'y a pas d'information adéquate qui permettraient de faire une évaluation des risques pour cette espèce.                                          |
| (NE) | Non évalué              | L'espèce n'a pas encore été confrontée aux critères précédents, n'est pas reconnue par l'UICN ou bien s'est éteinte avant le XVIe siècle.             |

## Ordre:Primates

### Famille:Hominidés
| Nom vulgaire, nom binominal et citation d'auteurs | Nom vulgaire espagnol (langue officielle de l'Espagne) | Origine et statut en Espagne | Aire de répartition                    | Statut UICN mondial | Image         |
| ------------------------------------------------- | ------------------------------------------------------ | ---------------------------- | -------------------------------------- | ------------------- | ------------- |
| Homme moderne Homo sapiens Linnaeus, 1758         | Ser humano                                             | Autochtone,                  | Aire de répartition de l'Homme moderne | [ 2 ]               | Homme moderne |

## Ordre:Lagomorphes

### Famille:Léporidés
| Nom vulgaire, nom binominal et citation d'auteurs       | Nom vulgaire espagnol (langue officielle de l'Espagne) | Origine et statut en Espagne | Aire de répartition                          | Statut UICN mondial | Image                  |
| ------------------------------------------------------- | ------------------------------------------------------ | ---------------------------- | -------------------------------------------- | ------------------- | ---------------------- |
| Lièvre de Castroviejo Lepus castroviejoi Palacios, 1977 | Liebre de piornal                                      | Autochtone (Endémique),      | Aire de répartition du Lièvre de Castroviejo | [ 3 ]               | Illustration manquante |
| Lièvre d'Europe Lepus europaeus Pallas, 1778            | Liebre común                                           | Autochtone                   | Aire de répartition du Lièvre d'Europe       | [ 4 ]               | Lièvre d'Europe        |
| Lièvre ibérique Lepus granatensis Rosenhauer, 1856      | Liebre ibérica                                         | Autochtone                   | Aire de répartition du Lièvre ibérique       | [ 5 ]               | Lièvre ibérique        |
| Lapin de garenne Oryctolagus cuniculus (Linnaeus, 1758) | Conejo común                                           | Autochtone                   | Aire de répartition du Lapin de garenne      | [ 6 ]               | Lapin de garenne       |

## Ordre:Rodentiens

### Famille:Castoridés
| Nom vulgaire, nom binominal et citation d'auteurs | Nom vulgaire espagnol (langue officielle de l'Espagne) | Origine et statut en Espagne | Aire de répartition                     | Statut UICN mondial | Image            |
| ------------------------------------------------- | ------------------------------------------------------ | ---------------------------- | --------------------------------------- | ------------------- | ---------------- |
| Castor d'Eurasie Castor fiber Linnaeus, 1758      | Castor europeo                                         | Autochtone (Réintroduit),    | Aire de répartition du Castor d'Eurasie | [ 7 ]               | Castor d'Eurasie |

### Famille:Myocastoridés
| Nom vulgaire, nom binominal et citation d'auteurs | Nom vulgaire espagnol (langue officielle de l'Espagne) | Origine et statut en Espagne | Aire de répartition             | Statut UICN mondial | Image    |
| ------------------------------------------------- | ------------------------------------------------------ | ---------------------------- | ------------------------------- | ------------------- | -------- |
| Ragondin Myocastor coypus (Molina, 1782)          | Coipo                                                  | Allochtone (Introduit),      | Aire de répartition du Ragondin | [ 9 ]               | Ragondin |

### Famille:Cricétidés
| Nom vulgaire, nom binominal et citation d'auteurs                       | Nom vulgaire espagnol (langue officielle de l'Espagne) | Origine et statut en Espagne | Aire de répartition                            | Statut UICN mondial | Image                  |
| ----------------------------------------------------------------------- | ------------------------------------------------------ | ---------------------------- | ---------------------------------------------- | ------------------- | ---------------------- |
| Campagnol amphibie Arvicola sapidus Miller, 1908                        | Rata de agua                                           | Autochtone                   | Aire de répartition du Campagnol amphibie      | [ 10 ]              | Campagnol amphibie     |
| Campagnol fouisseur Arvicola scherman (Shaw, 1801)                      | Rata topera                                            | Autochtone                   | Aire de répartition du Campagnol fouisseur     | [ 11 ]              | Illustration manquante |
| Campagnol des neiges Chionomys nivalis (Martins, 1842)                  | Topillo nival                                          | Autochtone                   | Aire de répartition du Campagnol des neiges    | [ 12 ]              | Campagnol des neiges   |
| Campagnol nordique Microtus oeconomus (Pallas, 1776)                    | Topillo nórdico                                        | Autochtone (Disparu),        | Illustration manquante                         | [ 14 ]              | Campagnol nordique     |
| Campagnol agreste Microtus agrestis (Linnaeus, 1761)                    | Topillo agreste                                        | Autochtone                   | Aire de répartition du Campagnol agreste       | [ 15 ]              | Campagnol agreste      |
| Campagnol des champs Microtus arvalis (Pallas, 1778)                    | Topillo campesino                                      | Autochtone                   | Aire de répartition du Campagnol des champs    | [ 16 ]              | Campagnol des champs   |
| Campagnol de Cabrera Microtus cabrerae Thomas, 1906                     | Topillo de Cabrera                                     | Autochtone                   | Aire de répartition du Campagnol de Cabrera    | [ 17 ]              | Illustration manquante |
| Campagnol provençal Microtus duodecimcostatus de Sélys Longchamps, 1839 | Topillo mediterráneo                                   | Autochtone                   | Aire de répartition du Campagnol provençal     | [ 18 ]              | Illustration manquante |
| Campagnol des Pyrénées Microtus gerbei (Gerbe, 1879)                    | Topillo pirenaico                                      | Autochtone                   | Aire de répartition du Campagnol méditerranéen | [ 19 ]              | Illustration manquante |
| Campagnol basque Microtus lusitanicus (Gerbe, 1879)                     | Topillo lusitano                                       | Autochtone                   | Aire de répartition du Campagnol basque        | [ 20 ]              | Campagnol basque       |
| Campagnol roussâtre Myodes glareolus Schreber, 1780                     | Topillo rojo                                           | Autochtone                   | Aire de répartition du Campagnol roussâtre     | [ 21 ]              | Campagnol roussâtre    |

### Famille:Muridés
| Nom vulgaire, nom binominal et citation d'auteurs     | Nom vulgaire espagnol (langue officielle de l'Espagne) | Origine et statut en Espagne | Aire de répartition                                | Statut UICN mondial | Image                    |
| ----------------------------------------------------- | ------------------------------------------------------ | ---------------------------- | -------------------------------------------------- | ------------------- | ------------------------ |
| Mulot à collier Apodemus flavicollis (Melchior, 1834) | Ratón leonado                                          | Autochtone                   | Aire de répartition du Mulot à collier             | [ 22 ]              | Mulot à collier          |
| Mulot sylvestre Apodemus sylvaticus (Linnaeus, 1758)  | Ratón de campo                                         | Autochtone                   | Aire de répartition du Mulot sylvestre             | [ 23 ]              | Mulot sylvestre          |
| Rat des moissons Micromys minutus (Pallas, 1771)      | Ratón espiguero                                        | Autochtone                   | Aire de répartition du Rat des moissons            | [ 24 ]              | Rat des moissons         |
| Souris grise Mus musculus Linnaeus, 1758              | Ratón común                                            | Allochtone (Introduit),      | Aire de répartition de la Souris grise             | [ 25 ]              | Souris grise             |
| Souris d'Afrique du Nord Mus spretus Lataste, 1883    | Ratón moruno                                           | Autochtone                   | Aire de répartition de la Souris d'Afrique du Nord | [ 27 ]              | Souris d'Afrique du Nord |
| Rat surmulot Rattus norvegicus (Berkenhout, 1769)     | Rata parda                                             | Allochtone (Introduit)       | Aire de répartition du Rat surmulot                | [ 28 ]              | Rat surmulot             |
| Rat noir Rattus rattus (Linnaeus, 1758)               | Rata negra                                             | Allochtone (Introduit)       | Aire de répartition du Rat noir                    | [ 29 ]              | Rat noir                 |

### Famille:Gliridés
| Nom vulgaire, nom binominal et citation d'auteurs | Nom vulgaire espagnol (langue officielle de l'Espagne) | Origine et statut en Espagne        | Aire de répartition                 | Statut UICN mondial | Image                  |
| ------------------------------------------------- | ------------------------------------------------------ | ----------------------------------- | ----------------------------------- | ------------------- | ---------------------- |
| Loir gris Glis glis Linnaeus, 1766                | Lirón gris                                             | Autochtone                          | Aire de répartition du Loir gris    | [ 30 ]              | Loir gris              |
| Lérot commun Eliomys quercinus (Linnaeus, 1766)   | Lirón careto                                           | Autochtone                          | Aire de répartition du Lérot commun | [ 31 ]              | Lérot commun           |
| Hypnomys mahonensis Bate, 1919                    | Lirón gigante de Menorca                               | Autochtone (Endémique mais éteint), | Illustration manquante              | (NE)                | Illustration manquante |
| Hypnomys morphaeus Bate, 1919                     | Lirón gigante de Mallorca                              | Autochtone (Endémique mais éteint)  | Illustration manquante              | (NE)                | Hypnomys morphaeus     |

### Famille:Sciuridés
| Nom vulgaire, nom binominal et citation d'auteurs   | Nom vulgaire espagnol (langue officielle de l'Espagne) | Origine et statut en Espagne | Aire de répartition                          | Statut UICN mondial | Image              |
| --------------------------------------------------- | ------------------------------------------------------ | ---------------------------- | -------------------------------------------- | ------------------- | ------------------ |
| Écureuil roux Sciurus vulgaris Linnaeus, 1758       | Ardilla roja                                           | Autochtone                   | Aire de répartition de l'Écureuil roux       | [ 33 ]              | Écureuil roux      |
| Marmotte des Alpes Marmota marmota (Linnaeus, 1758) | Marmota alpina                                         | Allochtone (Introduit)       | Aire de répartition de la Marmotte des Alpes | [ 35 ]              | Marmotte des Alpes |

## Ordre:Érinacéomorphes

### Famille:Érinacéidés
| Nom vulgaire, nom binominal et citation d'auteurs       | Nom vulgaire espagnol (langue officielle de l'Espagne) | Origine et statut en Espagne | Aire de répartition                       | Statut UICN mondial | Image              |
| ------------------------------------------------------- | ------------------------------------------------------ | ---------------------------- | ----------------------------------------- | ------------------- | ------------------ |
| Hérisson d'Algérie Atelerix algirus (Lereboullet, 1842) | Erizo moruno                                           | Allochtone (Introduit)       | Aire de répartition du Hérisson d'Algérie | [ 37 ]              | Hérisson d'Algérie |
| Hérisson commun Erinaceus europaeus Linnaeus, 1758      | Erizo común                                            | Autochtone                   | Aire de répartition du Hérisson commun    | [ 38 ]              | Hérisson commun    |

## Ordre:Soricomorphes

### Famille:Soricidés
| Nom vulgaire, nom binominal et citation d'auteurs          | Nom vulgaire espagnol (langue officielle de l'Espagne) | Origine et statut en Espagne       | Aire de répartition                                | Statut UICN mondial | Image                    |
| ---------------------------------------------------------- | ------------------------------------------------------ | ---------------------------------- | -------------------------------------------------- | ------------------- | ------------------------ |
| Crocidure de Pantelleria Crocidura pachyura (Küster, 1835) | — aucun —                                              | Allochtone (Introduit)             | Aire de répartition de la Crocidure de Pantelleria | [ 40 ]              | Crocidure de Pantelleria |
| Crocidure musette Crocidura russula (Hermann, 1780)        | Musaraña gris                                          | Autochtone                         | Aire de répartition de la Crocidure musette        | [ 41 ]              | Crocidure musette        |
| Crocidure des jardins Crocidura suaveolens (Pallas, 1811)  | Musaraña de campo                                      | Autochtone                         | Aire de répartition de la Crocidure des jardins    | [ 42 ]              | Crocidure des jardins    |
| Pachyure étrusque Suncus etruscus (Savi, 1822)             | Musarañita                                             | Autochtone                         | Aire de répartition du Pachyure étrusque           | [ 43 ]              | Pachyure étrusque        |
| Crossope de Miller Neomys anomalus Cabrera, 1907           | Musgaño de Cabrera                                     | Autochtone                         | Aire de répartition de la Crossope de Miller       | [ 44 ]              | Crossope de Miller       |
| Crossope aquatique Neomys fodiens (Pennant, 1771)          | Musgaño patiblanco                                     | Autochtone                         | Aire de répartition de la Crossope aquatique       | [ 45 ]              | Crossope aquatique       |
| Nesiotites hidalgo Bate, 1945                              | Musaraña balear                                        | Autochtone (Endémique mais éteint) | Illustration manquante                             | (NE)                | Illustration manquante   |
| Musaraigne alpine Sorex alpinus Schinz, 1837               | Musaraña alpina                                        | Autochtone (Peut-être disparu),    | Aire de répartition de la Musaraigne alpine        | [ 47 ]              | Musaraigne alpine        |
| Musaraigne carrelet Sorex araneus Linnaeus, 1758           | Musaraña bicolor                                       | Autochtone                         | Aire de répartition de la Musaraigne carrelet      | [ 48 ]              | Musaraigne carrelet      |
| Musaraigne couronnée Sorex coronatus Millet, 1828          | Musaraña tricolor                                      | Autochtone                         | Aire de répartition de la Musaraigne couronnée     | [ 49 ]              | Musaraigne couronnée     |
| Musaraigne ibérique Sorex granarius Miller, 1910           | Musaraña ibérica                                       | Autochtone                         | Aire de répartition de la Musaraigne ibérique      | [ 50 ]              | Musaraigne ibérique      |
| Musaraigne pygmée Sorex minutus Linnaeus, 1766             | Musaraña enana                                         | Autochtone                         | Aire de répartition de la Musaraigne pygmée        | [ 51 ]              | Musaraigne pygmée        |

### Famille:Talpidés
| Nom vulgaire, nom binominal et citation d'auteurs                        | Nom vulgaire espagnol (langue officielle de l'Espagne) | Origine et statut en Espagne | Aire de répartition                        | Statut UICN mondial | Image               |
| ------------------------------------------------------------------------ | ------------------------------------------------------ | ---------------------------- | ------------------------------------------ | ------------------- | ------------------- |
| Desman des Pyrénées Galemys pyrenaicus (É. Geoffroy Saint-Hilaire, 1811) | Desmán ibérico                                         | Autochtone                   | Aire de répartition du Desman des Pyrénées | [ 52 ]              | Desman des Pyrénées |
| Taupe d'Europe Talpa europaea Linnaeus, 1758                             | Topo común                                             | Autochtone                   | Aire de répartition de la Taupe d'Europe   | [ 53 ]              | Taupe d'Europe      |
| Taupe ibérique Talpa occidentalis Cabrera, 1907                          | Topo ibérico                                           | Autochtone                   | Aire de répartition de la Taupe ibérique   | [ 54 ]              | Taupe ibérique      |

## Ordre:Chiroptères

### Famille:Molossidés
| Nom vulgaire, nom binominal et citation d'auteurs       | Nom vulgaire espagnol (langue officielle de l'Espagne) | Origine et statut en Espagne | Aire de répartition                       | Statut UICN mondial | Image              |
| ------------------------------------------------------- | ------------------------------------------------------ | ---------------------------- | ----------------------------------------- | ------------------- | ------------------ |
| Molosse de Cestoni Tadarida teniotis (Rafinesque, 1814) | Murciélago rabudo                                      | Autochtone                   | Aire de répartition du Molosse de Cestoni | [ 55 ]              | Molosse de Cestoni |

### Famille:Rhinolophidés
| Nom vulgaire, nom binominal et citation d'auteurs           | Nom vulgaire espagnol (langue officielle de l'Espagne) | Origine et statut en Espagne | Aire de répartition                         | Statut UICN mondial | Image                |
| ----------------------------------------------------------- | ------------------------------------------------------ | ---------------------------- | ------------------------------------------- | ------------------- | -------------------- |
| Rhinolophe euryale Rhinolophus euryale Blasius, 1853        | Murciélago mediterráneo de herradura                   | Autochtone                   | Aire de répartition du Rhinolophe euryale   | [ 56 ]              | Rhinolophe euryale   |
| Grand Rhinolophe Rhinolophus ferrumequinum (Schreber, 1774) | Murciélago grande de herradura                         | Autochtone                   | Aire de répartition du Grand Rhinolophe     | [ 57 ]              | Grand Rhinolophe     |
| Petit Rhinolophe Rhinolophus hipposideros (Bechstein, 1800) | Murciélago pequeño de herradura                        | Autochtone                   | Aire de répartition du Petit Rhinolophe     | [ 58 ]              | Petit Rhinolophe     |
| Rhinolophe de Méhely Rhinolophus mehelyi Matschie, 1901     | Murciélago mediano de herradura                        | Autochtone                   | Aire de répartition du Rhinolophe de Méhely | [ 59 ]              | Rhinolophe de Méhely |

### Famille:Minioptéridés
| Nom vulgaire, nom binominal et citation d'auteurs              | Nom vulgaire espagnol (langue officielle de l'Espagne) | Origine et statut en Espagne | Aire de répartition                             | Statut UICN mondial | Image                    |
| -------------------------------------------------------------- | ------------------------------------------------------ | ---------------------------- | ----------------------------------------------- | ------------------- | ------------------------ |
| Minioptère de Schreibers Miniopterus schreibersii (Kuhl, 1817) | Murciélago de cueva                                    | Autochtone                   | Aire de répartition du Minioptère de Schreibers | [ 60 ]              | Minioptère de Schreibers |

### Famille:Vespertilionidés
| Nom vulgaire, nom binominal et citation d'auteurs                                   | Nom vulgaire espagnol (langue officielle de l'Espagne) | Origine et statut en Espagne | Aire de répartition                                | Statut UICN mondial | Image                       |
| ----------------------------------------------------------------------------------- | ------------------------------------------------------ | ---------------------------- | -------------------------------------------------- | ------------------- | --------------------------- |
| Murin d'Alcathoé Myotis alcathoe von Helversen & Heller, 2001                       | Murciélago ratonero bigotudo pequeño                   | Autochtone                   | Aire de répartition du Murin d'Alcathoé            | [ 61 ]              | Murin d'Alcathoé            |
| Murin de Bechstein Myotis bechsteinii (Kuhl, 1817)                                  | Murciélago ratonero forestal                           | Autochtone                   | Aire de répartition du Murin de Bechstein          | [ 62 ]              | Murin de Bechstein          |
| Petit Murin Myotis blythii (Tomes, 1857)                                            | Murciélago ratonero mediano                            | Autochtone,                  | Aire de répartition du Petit Murin                 | [ 63 ]              | Petit Murin                 |
| Murin de Brandt Myotis brandtii (Eversmann, 1845)                                   | Murciélago de Brandt                                   | Peut-être autochtone,        | Aire de répartition du Murin de Brandt             | [ 64 ]              | Murin de Brandt             |
| Murin de Capaccini Myotis capaccinii (Bonaparte, 1837)                              | Murciélago ratonero patudo                             | Autochtone                   | Aire de répartition du Murin de Capaccini          | [ 65 ]              | Murin de Capaccini          |
| Murin cryptique Myotis crypticus Ruedi, Ibáñez, Salicini, Juste & Puechmaille, 2019 | Autochtone                                             |                              | (NE)                                               | (NE)                | Murin cryptique             |
| Murin de Daubenton Myotis daubentonii (Kuhl, 1817)                                  | Murciélago ribereño                                    | Autochtone,                  | Aire de répartition du Murin de Daubenton          | [ 66 ]              | Murin de Daubenton          |
| Murin à oreilles échancrées Myotis emarginatus (É. Geoffroy, 1806)                  | Murciélago ratonero pardo                              | Autochtone                   | Aire de répartition du Murin à oreilles échancrées | [ 67 ]              | Murin à oreilles échancrées |
| Murin d'Escalera Myotis escalerai Cabrera, 1904                                     | Murciélago ratonero gris                               | Autochtone                   | Aire de répartition du Murin d'Escalera            | (NE)                | Illustration manquante      |
| Grand Murin Myotis myotis (Borkhausen, 1797)                                        | Murciélago ratonero grande                             | Autochtone                   | Aire de répartition du Grand Murin                 | [ 69 ]              | Grand Murin                 |
| Murin à moustaches Myotis mystacinus (Kuhl, 1817)                                   | Murciélago bigotudo                                    | Autochtone                   | Aire de répartition du Murin à moustaches          | [ 70 ]              | Murin à moustaches          |
| Sérotine isabelle Eptesicus isabellinus (Temminck, 1840)                            | Murciélago hortelano mediterráneo                      | Autochtone                   | Aire de répartition de la Sérotine isabelle        | [ 71 ]              | Sérotine isabelle           |
| Sérotine commune Eptesicus serotinus (Schreber, 1774)                               | Murciélago hortelano                                   | Autochtone                   | Aire de répartition de la Sérotine commune         | [ 72 ]              | Sérotine commune            |
| Grande Noctule Nyctalus lasiopterus (Schreber, 1780)                                | Nóctulo mayor                                          | Autochtone                   | Aire de répartition de la Grande Noctule           | [ 73 ]              | Grande Noctule              |
| Noctule de Leisler Nyctalus leisleri (Kuhl, 1817)                                   | Nóctulo pequeño                                        | Autochtone                   | Aire de répartition de la Noctule de Leisler       | [ 74 ]              | Noctule de Leisler          |
| Noctule commune Nyctalus noctula (Schreber, 1774)                                   | Nóctulo común                                          | Autochtone                   | Aire de répartition de la Noctule commune          | [ 75 ]              | Noctule commune             |
| Pipistrelle de Kuhl Pipistrellus kuhlii (Kuhl, 1817)                                | Murciélago de borde claro                              | Autochtone                   | Aire de répartition de la Pipistrelle de Kuhl      | [ 76 ]              | Pipistrelle de Kuhl         |
| Pipistrelle de Nathusius Pipistrellus nathusii (Keyserling & Blasius, 1839)         | Murciélago de Nathusius                                | Autochtone                   | Aire de répartition de la Pipistrelle de Nathusius | [ 77 ]              | Pipistrelle de Nathusius    |
| Pipistrelle commune Pipistrellus pipistrellus (Schreber, 1774)                      | Murciélago común                                       | Autochtone                   | Aire de répartition de la Pipistrelle commune      | [ 78 ]              | Pipistrelle commune         |
| Pipistrelle pygmée Pipistrellus pygmaeus (Leach, 1825)                              | Murciélago de Cabrera                                  | Autochtone                   | Aire de répartition de la Pipistrelle pygmée       | [ 79 ]              | Pipistrelle pygmée          |
| Barbastelle d'Europe Barbastella barbastellus (Schreber, 1774)                      | Murciélago de bosque                                   | Autochtone                   | Aire de répartition de la Barbastelle d'Europe     | [ 80 ]              | Barbastelle d'Europe        |
| Oreillard roux Plecotus auritus (Linnaeus, 1758)                                    | Murciélago orejudo dorado                              | Autochtone                   | Aire de répartition de l'Oreillard roux            | [ 81 ]              | Oreillard roux              |
| Oreillard gris Plecotus austriacus (J. Fischer, 1829)                               | Murciélago orejudo gris                                | Autochtone                   | Aire de répartition de l'Oreillard gris            | [ 82 ]              | Oreillard gris              |
| Oreillard montagnard Plecotus macrobullaris Kuzjakin, 1965                          | Murciélago orejudo alpino                              | Autochtone                   | Aire de répartition de l'Oreillard montagnard      | [ 83 ]              | Oreillard montagnard        |
| Vespère de Savi Hypsugo savii (Bonaparte, 1837)                                     | Murciélago montañero                                   | Autochtone                   | Aire de répartition de la Vespère de Savi          | [ 84 ]              | Vespère de Savi             |

## Ordre:Cétacés

### Famille:Balænidés
| Nom vulgaire, nom binominal et citation d'auteurs     | Nom vulgaire espagnol (langue officielle de l'Espagne) | Origine et statut en Espagne          | Aire de répartition                          | Statut UICN mondial | Image              |
| ----------------------------------------------------- | ------------------------------------------------------ | ------------------------------------- | -------------------------------------------- | ------------------- | ------------------ |
| Baleine de Biscaye Eubalaena glacialis (Müller, 1776) | Ballena franca glacial                                 | Autochtone (Disparu, puis erratique), | Aire de répartition de la Baleine de Biscaye | [ 86 ]              | Baleine de Biscaye |

### Famille:Balænoptéridés
| Nom vulgaire, nom binominal et citation d'auteurs          | Nom vulgaire espagnol (langue officielle de l'Espagne) | Origine et statut en Espagne | Aire de répartition                        | Statut UICN mondial | Image            |
| ---------------------------------------------------------- | ------------------------------------------------------ | ---------------------------- | ------------------------------------------ | ------------------- | ---------------- |
| Baleine de Minke Balaenoptera acutorostrata Lacépède, 1804 | Rorcual aliblanco                                      | Autochtone                   | Aire de répartition de la Baleine de Minke | [ 87 ]              | Baleine de Minke |
| Rorqual boréal Balaenoptera borealis Lesson, 1828          | Rorcual norteño                                        | Autochtone                   | Aire de répartition du Rorqual boréal      | [ 88 ]              | Rorqual boréal   |
| Rorqual de Bryde Balaenoptera edeni Anderson, 1879         | Rorcual de Bryde                                       | Peut-être erratique,         | Aire de répartition du Rorqual de Bryde    | [ 90 ]              | Rorqual de Bryde |
| Baleine bleue Balaenoptera musculus (Linnaeus, 1758)       | Ballena azul                                           | Autochtone                   | Aire de répartition de la Baleine bleue    | [ 91 ]              | Baleine bleue    |
| Rorqual commun Balaenoptera physalus (Linnaeus, 1758)      | Rorcual común                                          | Autochtone                   | Aire de répartition du Rorqual commun      | [ 92 ]              | Rorqual commun   |
| Baleine à bosse Megaptera novaeangliae (Borowski, 1781)    | Yubarta                                                | Autochtone                   | Aire de répartition de la Baleine à bosse  | [ 93 ]              | Baleine à bosse  |

### Famille:Eschrichtiidés
| Nom vulgaire, nom binominal et citation d'auteurs      | Nom vulgaire espagnol (langue officielle de l'Espagne) | Origine et statut en Espagne         | Aire de répartition                     | Statut UICN mondial | Image         |
| ------------------------------------------------------ | ------------------------------------------------------ | ------------------------------------ | --------------------------------------- | ------------------- | ------------- |
| Baleine grise Eschrichtius robustus (Lilljeborg, 1861) | Ballena gris                                           | Autochtone (Disparu, puis erratique) | Aire de répartition de la Baleine grise | [ 95 ]              | Baleine grise |

### Famille:Delphinidés
| Nom vulgaire, nom binominal et citation d'auteurs                    | Nom vulgaire espagnol (langue officielle de l'Espagne) | Origine et statut en Espagne | Aire de répartition                                  | Statut UICN mondial | Image                         |
| -------------------------------------------------------------------- | ------------------------------------------------------ | ---------------------------- | ---------------------------------------------------- | ------------------- | ----------------------------- |
| Dauphin commun Delphinus delphis Linnaeus, 1758                      | Delfín común oceánico                                  | Autochtone                   | Aire de répartition du Dauphin commun                | [ 96 ]              | Dauphin commun                |
| Orque pygmée Feresa attenuata Gray, 1874                             | Orca pigmea                                            | Erratique,                   | Aire de répartition de l'Orque pygmée                | [ 98 ]              | Orque pygmée                  |
| Globicéphale tropical Globicephala macrorhynchus Gray, 1846          | Calderón tropical                                      | Erratique                    | Aire de répartition du Globicéphale tropical         | [ 100 ]             | Globicéphale tropical         |
| Globicéphale noir Globicephala melas (Traill, 1809)                  | Calderón común                                         | Autochtone                   | Aire de répartition du Globicéphale noir             | [ 101 ]             | Globicéphale noir             |
| Dauphin de Risso Grampus griseus (G. Cuvier, 1812)                   | Calderón gris                                          | Autochtone                   | Aire de répartition du Dauphin de Risso              | [ 102 ]             | Dauphin de Risso              |
| Lagénorhynque à flancs blancs Lagenorhynchus acutus (Gray, 1828)     | Delfín de flancos blancos                              | Autochtone                   | Aire de répartition du Lagénorhynque à flancs blancs | [ 103 ]             | Lagénorhynque à flancs blancs |
| Lagénorhynque à rostre blanc Lagenorhynchus albirostris (Gray, 1846) | Delfín de hocico blanco                                | Erratique                    | Aire de répartition du Lagénorhynque à rostre blanc  | [ 104 ]             | Lagénorhynque à rostre blanc  |
| Orque Orcinus orca (Linnaeus, 1758)                                  | Orca                                                   | Autochtone                   | Aire de répartition de l'Orque                       | [ 105 ]             | Orque                         |
| Péponocéphale Peponocephala electra (Gray, 1846)                     | Delfín de cabeza de melón                              | Erratique                    | Aire de répartition du Péponocéphale                 | [ 106 ]             | Péponocéphale                 |
| Fausse Orque Pseudorca crassidens (Owen, 1846)                       | Falsa orca                                             | Autochtone                   | Aire de répartition de la Fausse Orque               | [ 107 ]             | Fausse Orque                  |
| Dauphin bleu et blanc Stenella coeruleoalba (Meyen, 1833)            | Delfín listado                                         | Autochtone                   | Aire de répartition du Dauphin bleu et blanc         | [ 108 ]             | Dauphin bleu et blanc         |
| Sténo Steno bredanensis (G. Cuvier in Lesson, 1828)                  | Delfín de hocico estrecho                              | Peut-être autochtone         | Aire de répartition du Sténo                         | [ 110 ]             | Sténo                         |
| Grand Dauphin commun Tursiops truncatus (Montagu, 1821)              | Delfín mular                                           | Autochtone                   | Aire de répartition du Grand Dauphin commun          | [ 111 ]             | Grand Dauphin commun          |

### Famille:Phocœnidés
| Nom vulgaire, nom binominal et citation d'auteurs  | Nom vulgaire espagnol (langue officielle de l'Espagne) | Origine et statut en Espagne | Aire de répartition                    | Statut UICN mondial | Image           |
| -------------------------------------------------- | ------------------------------------------------------ | ---------------------------- | -------------------------------------- | ------------------- | --------------- |
| Marsouin commun Phocoena phocoena (Linnaeus, 1758) | Marsopa común                                          | Autochtone                   | Aire de répartition du Marsouin commun | [ 112 ]             | Marsouin commun |

### Famille:Kogiidés
| Nom vulgaire, nom binominal et citation d'auteurs  | Nom vulgaire espagnol (langue officielle de l'Espagne) | Origine et statut en Espagne | Aire de répartition                    | Statut UICN mondial | Image           |
| -------------------------------------------------- | ------------------------------------------------------ | ---------------------------- | -------------------------------------- | ------------------- | --------------- |
| Cachalot pygmée Kogia breviceps (Blainville, 1838) | Cachalote pigmeo                                       | Erratique                    | Aire de répartition du Cachalot pygmée | [ 113 ]             | Cachalot pygmée |
| Cachalot nain Kogia sima (Owen, 1866)              | Cachalote enano                                        | Erratique                    | Aire de répartition du Cachalot nain   | [ 114 ]             | Cachalot nain   |

### Famille:Physétéridés
| Nom vulgaire, nom binominal et citation d'auteurs    | Nom vulgaire espagnol (langue officielle de l'Espagne) | Origine et statut en Espagne | Aire de répartition                   | Statut UICN mondial | Image          |
| ---------------------------------------------------- | ------------------------------------------------------ | ---------------------------- | ------------------------------------- | ------------------- | -------------- |
| Grand Cachalot Physeter macrocephalus Linnaeus, 1758 | Cachalote                                              | Autochtone                   | Aire de répartition du Grand Cachalot | [ 115 ]             | Grand Cachalot |

### Famille:Ziphiidés
| Nom vulgaire, nom binominal et citation d'auteurs                   | Nom vulgaire espagnol (langue officielle de l'Espagne) | Origine et statut en Espagne | Aire de répartition                               | Statut UICN mondial | Image                    |
| ------------------------------------------------------------------- | ------------------------------------------------------ | ---------------------------- | ------------------------------------------------- | ------------------- | ------------------------ |
| Hypérodon boréal Hyperoodon ampullatus (Forster, 1770)              | Zifio calderón boreal                                  | Autochtone                   | Aire de répartition du Hypérodon boréal           | [ 116 ]             | Hypérodon boréal         |
| Mésoplodon de Sowerby Mesoplodon bidens (Sowerby, 1804)             | Zifio de Sowerdy                                       | Autochtone                   | Aire de répartition du Mésoplodon de Sowerby      | [ 117 ]             | Mésoplodon de Sowerby    |
| Mésoplodon de Blainville Mesoplodon densirostris (Blainville, 1817) | Zifio de Blainville                                    | Erratique                    | Aire de répartition du Mésoplodon de Blainville   | [ 118 ]             | Mésoplodon de Blainville |
| Mésoplodon de Gervais Mesoplodon europaeus (Gervais, 1855)          | Zifio de Gervais                                       | Peut-être autochtone,        | Aire de répartition du Mésoplodon de Gervais      | [ 119 ]             | Mésoplodon de Gervais    |
| Mésoplodon de True Mesoplodon mirus True, 1913                      | Zifio de True                                          | Erratique                    | Aire de répartition du Mésoplodon de True         | [ 120 ]             | Mésoplodon de True       |
| Baleine à bec de Cuvier Ziphius cavirostris G. Cuvier, 1823         | Zifio de Cuvier                                        | Autochtone                   | Aire de répartition de la Baleine à bec de Cuvier | [ 121 ]             | Baleine à bec de Cuvier  |

## Ordre:Artiodactyles

### Famille:Bovidés
| Nom vulgaire, nom binominal et citation d'auteurs            | Nom vulgaire espagnol (langue officielle de l'Espagne) | Origine et statut en Espagne        | Aire de répartition                          | Statut UICN mondial | Image                 |
| ------------------------------------------------------------ | ------------------------------------------------------ | ----------------------------------- | -------------------------------------------- | ------------------- | --------------------- |
| Bison d'Europe Bison bonasus (Linnaeus, 1758)                | Bisonte europeo                                        | Autochtone (Réintroduit)            | Aire de répartition du Bison d'Europe        | [ 123 ]             | Bison d'Europe        |
| Taurin Bos taurus Linnaeus, 1758                             | Ganado                                                 | Autochtone (Peut-être réintroduit), | Aire de répartition du Taurin                | (NE)                | Taurin                |
| Mouflon à manchettes Ammotragus lervia (Pallas, 1777)        | Arruí                                                  | Allochtone (Introduit)              | Aire de répartition du Mouflon à manchettes  | [ 126 ]             | Mouflon à manchettes  |
| Chèvre égagre Capra hircus Linnaeus, 1758                    | Cabra                                                  | Allochtone (Introduit)              | Aire de répartition de la Chèvre égagre      | [ 128 ]             | Chèvre égagre         |
| Bouquetin ibérique Capra pyrenaica Schinz, 1838              | Cabra montés ou ìbice ibérico                          | Autochtone                          | Aire de répartition du Bouquetin ibérique    | [ 129 ]             | Bouquetin ibérique    |
| Myotragus balearicus Bate, 1909                              | — aucun —                                              | Autochtone (Endémique mais éteint)  | Illustration manquante                       | (NE)                | Myotragus balearicus  |
| Mouflon méditerranéen Ovis orientalis musimon Linnaeus, 1758 | Muflón europeo                                         | Allochtone (Introduit)              | Aire de répartition du Mouflon méditerranéen | [ 131 ]             | Mouflon méditerranéen |
| Isard Rupicapra pyrenaica Bonaparte, 1845                    | Rebeco pirenaico                                       | Autochtone                          | Aire de répartition de l'Isard               | [ 132 ]             | Isard                 |

### Famille:Cervidés
| Nom vulgaire, nom binominal et citation d'auteurs       | Nom vulgaire espagnol (langue officielle de l'Espagne) | Origine et statut en Espagne | Aire de répartition                       | Statut UICN mondial | Image              |
| ------------------------------------------------------- | ------------------------------------------------------ | ---------------------------- | ----------------------------------------- | ------------------- | ------------------ |
| Élan Alces alces (Linnaeus, 1758)                       | Alce                                                   | Autochtone (Disparu)         | Aire de répartition de l'Élan             | [ 134 ]             | Élan               |
| Chevreuil européen Capreolus capreolus (Linnaeus, 1758) | Corzo                                                  | Autochtone                   | Aire de répartition du Chevreuil européen | [ 135 ]             | Chevreuil européen |
| Cerf élaphe Cervus elaphus Linnaeus, 1758               | Ciervo común                                           | Autochtone                   | Aire de répartition du Cerf élaphe        | [ 136 ]             | Cerf élaphe        |
| Daim européen Dama dama (Linnaeus, 1758)                | Gamo común                                             | Allochtone (Introduit)       | Aire de répartition du Daim européen      | [ 137 ]             | Daim européen      |

### Famille:Suidés
| Nom vulgaire, nom binominal et citation d'auteurs | Nom vulgaire espagnol (langue officielle de l'Espagne) | Origine et statut en Espagne | Aire de répartition                       | Statut UICN mondial | Image              |
| ------------------------------------------------- | ------------------------------------------------------ | ---------------------------- | ----------------------------------------- | ------------------- | ------------------ |
| Sanglier d'Eurasie Sus scrofa Linnaeus, 1758      | Jabalí                                                 | Autochtone                   | Aire de répartition du Sanglier d'Eurasie | [ 138 ]             | Sanglier d'Eurasie |

## Ordre:Périssodactyles

### Famille:Équidés
| Nom vulgaire, nom binominal et citation d'auteurs | Nom vulgaire espagnol (langue officielle de l'Espagne) | Origine et statut en Espagne        | Aire de répartition           | Statut UICN mondial | Image     |
| ------------------------------------------------- | ------------------------------------------------------ | ----------------------------------- | ----------------------------- | ------------------- | --------- |
| Hydrontin Equus hydruntinus Regàlia, 1904         | Zebro                                                  | Autochtone (Éteint),                | Illustration manquante        | (NE)                | Hydrontin |
| Cheval Equus caballus Linnaeus, 1758              | Caballo                                                | Autochtone (Peut-être réintroduit), | Aire de répartition du Cheval | [ 141 ]             | Cheval    |

## Ordre:Carnivores

### Famille:Canidés
| Nom vulgaire, nom binominal et citation d'auteurs | Nom vulgaire espagnol (langue officielle de l'Espagne) | Origine et statut en Espagne | Aire de répartition                | Statut UICN mondial | Image       |
| ------------------------------------------------- | ------------------------------------------------------ | ---------------------------- | ---------------------------------- | ------------------- | ----------- |
| Loup ibérique Canis lupus signatus Linnaeus, 1758 | Lobo                                                   | Autochtone                   | Aire de répartition du Loup gris   | [ 142 ]             | Loup gris   |
| Dhole Cuon alpinus (Pallas, 1811)                 | Cuón                                                   | Autochtone (Disparu)         | Aire de répartition du Dhole       | [ 144 ]             | Dhole       |
| Renard roux Vulpes vulpes (Linnaeus, 1758)        | Zorro rojo                                             | Autochtone                   | Aire de répartition du Renard roux | [ 145 ]             | Renard roux |

### Famille:Ursidés
| Nom vulgaire, nom binominal et citation d'auteurs     | Nom vulgaire espagnol (langue officielle de l'Espagne) | Origine et statut en Espagne                                                 | Aire de répartition                | Statut UICN mondial | Image     |
| ----------------------------------------------------- | ------------------------------------------------------ | ---------------------------------------------------------------------------- | ---------------------------------- | ------------------- | --------- |
| Ours brun d'Europe Ursus arctos arctos Linnaeus, 1758 | Oso pardo                                              | Autochtone (dans la cordillère Cantabrique), réintroduit (dans les Pyrénées) | Aire de répartition de l'Ours brun | [ 146 ]             | Ours brun |

### Famille:Mustélidés
| Nom vulgaire, nom binominal et citation d'auteurs | Nom vulgaire espagnol (langue officielle de l'Espagne) | Origine et statut en Espagne | Aire de répartition                        | Statut UICN mondial | Image             |
| ------------------------------------------------- | ------------------------------------------------------ | ---------------------------- | ------------------------------------------ | ------------------- | ----------------- |
| Loutre d'Europe Lutra lutra (Linnaeus, 1758)      | Nutria europea                                         | Autochtone                   | Aire de répartition de la Loutre d'Europe  | [ 147 ]             | Loutre d'Europe   |
| Fouine Martes foina (Erxleben, 1777)              | Garduña                                                | Allochtone,                  | Aire de répartition de la Fouine           | [ 149 ]             | Fouine            |
| Martre des pins Martes martes (Linnaeus, 1758)    | Marta                                                  | Autochtone                   | Aire de répartition de la Martre des pins  | [ 150 ]             | Martre des pins   |
| Blaireau européen Meles meles (Linnaeus, 1758)    | Tejón europeo                                          | Autochtone                   | Aire de répartition du Blaireau européen   | [ 151 ]             | Blaireau européen |
| Hermine Mustela erminea Linnaeus, 1758            | Armiño                                                 | Autochtone                   | Aire de répartition de l'Hermine           | [ 152 ]             | Hermine           |
| Vison d'Europe Mustela lutreola (Linnaeus, 1761)  | Visón europeo                                          | Allochtone                   | Aire de répartition du Vison d'Europe      | [ 153 ]             | Vison d'Europe    |
| Belette d'Europe Mustela nivalis Linnaeus, 1766   | Comadreja                                              | Autochtone                   | Aire de répartition de la Belette d'Europe | [ 154 ]             | Belette d'Europe  |
| Putois d'Europe Mustela putorius Linnaeus, 1758   | Turón                                                  | Autochtone                   | Aire de répartition du Putois d'Europe     | [ 155 ]             | Putois d'Europe   |
| Vison d'Amérique Neovison vison (Schreber, 1777)  | Visón americano                                        | Allochtone (Introduit)       | Aire de répartition du Vison d'Amérique    | [ 156 ]             | Vison d'Amérique  |

### Famille:Procyonidés
| Nom vulgaire, nom binominal et citation d'auteurs | Nom vulgaire espagnol (langue officielle de l'Espagne) | Origine et statut en Espagne | Aire de répartition                 | Statut UICN mondial | Image        |
| ------------------------------------------------- | ------------------------------------------------------ | ---------------------------- | ----------------------------------- | ------------------- | ------------ |
| Coati roux Nasua nasua (Linnaeus, 1766)           | Coatí de cola anillada                                 | Allochtone (Introduit)       | Aire de répartition du Coati roux   | [ 158 ]             | Coati roux   |
| Raton laveur Procyon lotor (Linnaeus, 1758)       | Mapache                                                | Allochtone (Introduit)       | Aire de répartition du Raton laveur | [ 160 ]             | Raton laveur |

### Famille:Odobénidés
| Nom vulgaire, nom binominal et citation d'auteurs | Nom vulgaire espagnol (langue officielle de l'Espagne) | Origine et statut en Espagne | Aire de répartition          | Statut UICN mondial | Image |
| ------------------------------------------------- | ------------------------------------------------------ | ---------------------------- | ---------------------------- | ------------------- | ----- |
| Morse Odobenus rosmarus (Linnaeus, 1758)          | Morsa                                                  | Erratique                    | Aire de répartition du Morse | [ 161 ]             | Morse |

### Famille:Phocidés
| Nom vulgaire, nom binominal et citation d'auteurs              | Nom vulgaire espagnol (langue officielle de l'Espagne) | Origine et statut en Espagne         | Aire de répartition                                 | Statut UICN mondial | Image                        |
| -------------------------------------------------------------- | ------------------------------------------------------ | ------------------------------------ | --------------------------------------------------- | ------------------- | ---------------------------- |
| Phoque moine de Méditerranée Monachus monachus (Hermann, 1779) | Foca monje del Mediterráneo                            | Autochtone (Disparu, puis erratique) | Aire de répartition du Phoque moine de Méditerranée | [ 163 ]             | Phoque moine de Méditerranée |
| Phoque à capuchon Cystophora cristata (Erxleben, 1777)         | Foca de casco                                          | Erratique                            | Aire de répartition du Phoque à capuchon            | [ 164 ]             | Phoque à capuchon            |
| Phoque barbu Erignathus barbatus (Erxleben, 1777)              | Foca barbuda                                           | Erratique                            | Aire de répartition du Phoque barbu                 | [ 165 ]             | Phoque barbu                 |
| Phoque gris Halichoerus grypus (Fabricius, 1791)               | Foca gris                                              | Erratique                            | Aire de répartition du Phoque gris                  | [ 167 ]             | Phoque gris                  |
| Phoque du Groenland Pagophilus groenlandicus (Erxleben, 1777)  | Foca pía                                               | Erratique                            | Aire de répartition du Phoque du Groenland          | [ 168 ]             | Phoque du Groenland          |
| Phoque veau marin Phoca vitulina Linnaeus, 1758                | Foca común                                             | Erratique                            | Aire de répartition du Phoque veau marin            | [ 170 ]             | Phoque veau marin            |
| Phoque annelé Pusa hispida (Schreber, 1775)                    | Foca ocelada                                           | Erratique                            | Aire de répartition du Phoque annelé                | [ 172 ]             | Phoque annelé                |

### Famille:Félidés
| Nom vulgaire, nom binominal et citation d'auteurs | Nom vulgaire espagnol (langue officielle de l'Espagne) | Origine et statut en Espagne | Aire de répartition                  | Statut UICN mondial | Image         |
| ------------------------------------------------- | ------------------------------------------------------ | ---------------------------- | ------------------------------------ | ------------------- | ------------- |
| Chat sauvage Felis silvestris Schreber, 1777      | Gato montés                                            | Autochtone                   | Aire de répartition du Chat sauvage  | [ 173 ]             | Chat sauvage  |
| Lynx boréal Lynx lynx (Linnaeus, 1758)            | Lince boreal                                           | Autochtone (Disparu)         | Aire de répartition du Lynx boréal   | [ 175 ]             | Lynx boréal   |
| Lynx pardelle Lynx pardinus (Temminck, 1827)      | Lince ibérico                                          | Autochtone                   | Aire de répartition du Lynx pardelle | [ 176 ]             | Lynx pardelle |
| Lion Panthera leo (Linnaeus, 1758)                | León                                                   | Autochtone (Disparu)         | Aire de répartition du Lion          | [ 178 ]             | Lion          |
| Léopard Panthera pardus (Linnaeus, 1758)          | Leopardo                                               | Autochtone (Disparu)         | Aire de répartition du Léopard       | [ 179 ]             | Léopard       |

### Famille:Viverridés
| Nom vulgaire, nom binominal et citation d'auteurs | Nom vulgaire espagnol (langue officielle de l'Espagne) | Origine et statut en Espagne | Aire de répartition                       | Statut UICN mondial | Image           |
| ------------------------------------------------- | ------------------------------------------------------ | ---------------------------- | ----------------------------------------- | ------------------- | --------------- |
| Genette commune Genetta genetta (Linnaeus, 1758)  | Jineta                                                 | Allochtone (Introduit)       | Aire de répartition de la Genette commune | [ 180 ]             | Genette commune |

### Famille:Herpestidés
| Nom vulgaire, nom binominal et citation d'auteurs       | Nom vulgaire espagnol (langue officielle de l'Espagne) | Origine et statut en Espagne | Aire de répartition                          | Statut UICN mondial | Image              |
| ------------------------------------------------------- | ------------------------------------------------------ | ---------------------------- | -------------------------------------------- | ------------------- | ------------------ |
| Mangouste d'Égypte Herpestes ichneumon (Linnaeus, 1758) | Meloncillo                                             | Autochtone                   | Aire de répartition de la Mangouste d'Égypte | [ 181 ]             | Mangouste d'Égypte |